# Trichosteleum apiocarpum
Trichosteleum apiocarpum là một loài Rêu trong họ Sematophyllaceae. Loài này được (Mitt.) A. Jaeger miêu tả khoa học đầu tiên năm 1878.